# @ Meh
〈@ MEH〉(앳 미라고 발음함)는 미국의 래퍼 플레이보이 카티가 2020년 4월 16일 발매한 노래이다. 이 노래는 카티의 두 번째 정규 음반 《Whole Lotta Red》의 리드 싱글이다.

## 작곡
〈@ Meh〉는 젯슨메이드, 니코 베이비와 데스크홉이 프로듀싱하였다. 롤링 스톤의 찰스 홈스는 이 곡에 대해 플레이스테이션 4의 피셔 프라이스 FL 스튜디오 루프 잼버리처럼 들린다고 썼다.

## 차트
| 차트 (2020)                         | 최고 순위 |
| ----------------------------------- | --------- |
| 오스트리아 (Ö3 오스트리아 탑 40)    | 68        |
| 벨기에 (울트라톱 플랑드르)          | 49        |
| 캐나다 (캐나디안 핫 100)            | 27        |
| 프랑스 (SNEP)                       | 197       |
| 아일랜드 (IRMA)                     | 32        |
| 뉴질랜드 (리코디드 뮤직 NZ)         | 34        |
| 포르투갈 (AFP)                      | 74        |
| 스위스 (슈바이처 히트파라데)        | 53        |
| 영국 싱글 차트 (오피셜 차트 컴퍼니) | 51        |
| 빌보드 핫 100                       | 35        |
| 빌보드 핫 R&B/힙합 송 (빌보드)      | 17        |